# انتخابات ریاست جمهوری گرجستان ۲۰۲۴
انتخابات ریاست جمهوری در ۱۴ دسامبر ۲۰۲۴ در گرجستان برگزار شد. پس از اصلاحات در قانون اساسی و انتقال گرجستان به جمهوری پارلمانی در سال ۲۰۱۷، که منجر به کاهش شدید اختیارات ریاست جمهوری شد، این اولین رای غیرمستقیم بود که رئیس‌جمهور از طریق هیئت انتخاب کنندگان ۳۰۰ نفره متشکل از پارلمان انتخاب شد. نمایندگان محلی و منطقه ای نامزد حزب حاکم میخائیل کاولاشویلی برنده انتخابات اعلام شد.